# Karpo Aćimović Godina

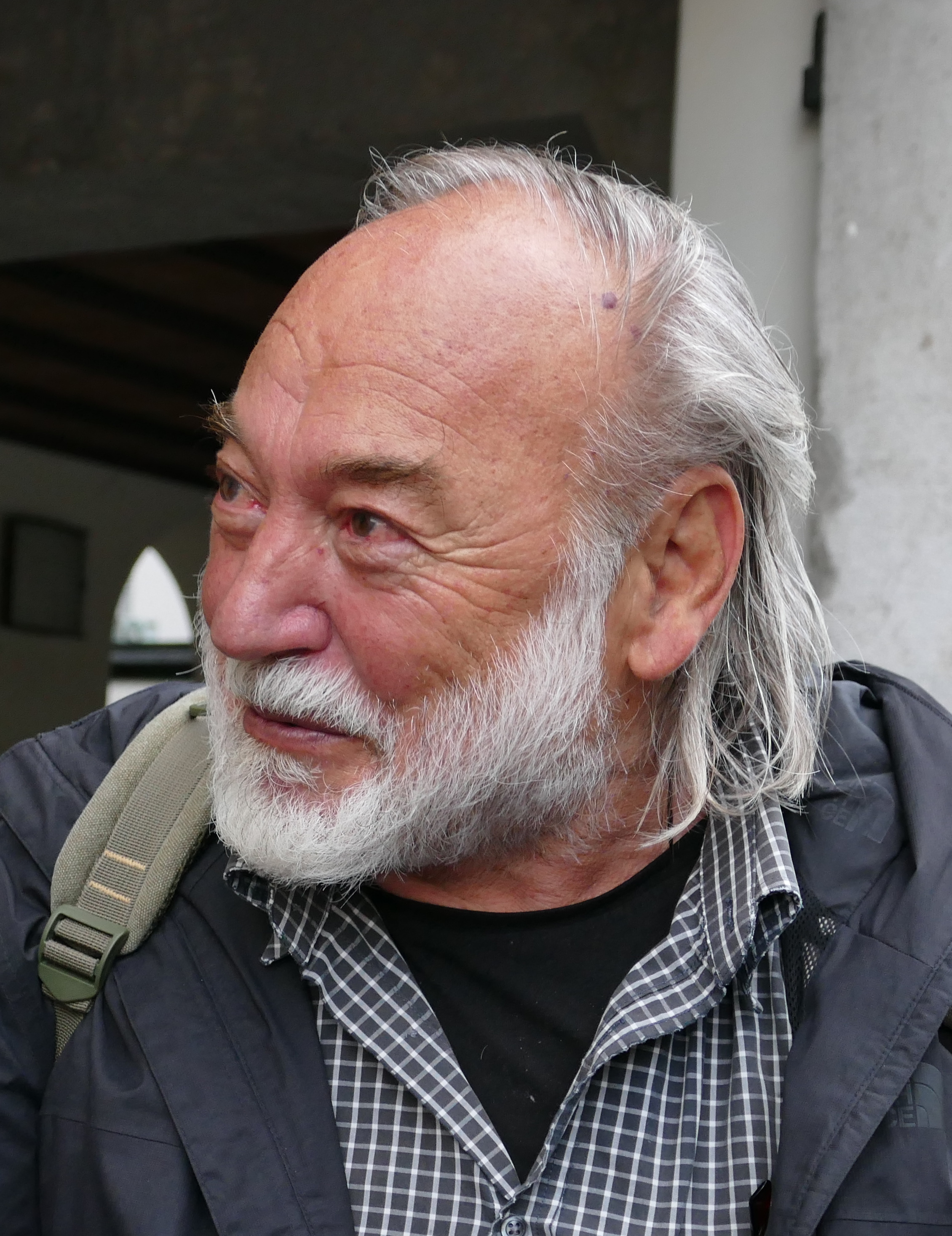
Karpo Ačimović-Godina

Karpo Aćimović Godina (* 26. Juni 1943 in Skopje, Jugoslawien) ist ein slowenischer Kameramann und Regisseur des „Neuen Jugoslawischen Films“ (Novi Film).

## Leben
Karpo Godina ist Sohn der Schauspielerin Milena Godina und absolvierte bis 1966 ein Studium an der Akademie für Theater, Radio, Film und Fernsehen in Ljubljana. Zu dieser Zeit wurde er als Regisseur, Kameramann und Filmeditor aktiv. Er war Kameramann bei Želimir Žilniks „Rani radovi“ (Goldener Bär, Berlinale 1969). Mit den Kurzfilmen unter seiner Regie war er Teil der Novi-Film-Bewegung.
Nachdem 1972 ein Regieverbot gegen ihn verhängt wurde, drehte er erst 1980 mit Splav Meduze (Das Floß der Medusa) sein Spielfilmdebüt.
Ab 1990 unterrichtete er Filmregie an der Akademie in Ljubljana.

## Filmografie (Auswahl)

### Regisseur
- 1965: Divjad (Kurzfilm)
- 1966: A.P. (Anno Passato) (Kurzfilm)
- 1970: Gratinirani mozak Pupilije Ferkeverk (Kurzfilm)
- 1971: Zdravi ljudi za razonodu (Dokumentar-Kurzfilm)
- 1972: O ljubavnim veštinama ili film sa 14441 kvadratom (Dokumentar-Kurzfilm)
- 1980: Das Floß der Medusa (Splav Meduze)
- 2002: Kam je izginila Stella del nord?

### Kameramann
- 1969: Frühe Werke (Rani radovi), Regie: Želimir Žilnik
- 1972: Szenen aus dem Leben eines Aktivisten (Slike iz zivota udarnika); Regie: Bata Cengic
- 1978: Okkupation in 26 Bildern (Okupacija u 26 slika); Regie: Lordan Zafranovic
- 1983: Kopf oder Zahl (Pismo – glava); Regie: Bata Cengic
- 1985: Doktor (Doktor), Regie: Vojko Duletic
- 1988: Helden USA 3 (Paratrooper), Regie: Frank de Palma
- 1988: Verruchtes Paradies (Put na jug); Regie: Juan Bautista Stagnaro